# Kazuhiko Shimamoto
Kazuhiko Shimamoto (島本 和彦, Shimamoto Kazuhiko, Ikeda, geboren als Hidehiko Tezuka (手塚 秀彦, Tezuka Hidehiko), 26 april 1961) is een Japans mangaka. Hij studeerde Schone Kunsten aan de Kunstuniversiteit van Osaka. Tijdens deze studies maakte hij zijn debuut in het Shonen Sunday tijdschrift. Dit was in februari 1982 met de manga Hissatsu no Tenkosei. Na zijn debuut zette hij zijn studies stop en besloot hij mangaka te worden.
Shimamoto tekende verscheidene bekende, langlopende mangareeksen, waaronder Hono no Tenkosei en Moeyo Pen. Hij werkte ook samen met Shotaro Ishinomori aan een Skull Man manga. De honkbalstrip Gyakkyou Nine werd verfilmd in Japan.
Onder Shimamoto's oud-assistenten bevinden zich Katsu Aki, Masaaki Fujihara, Eisaku Kubonouchi en Tetsuo Sanjou. Aan de universiteit liep hij school met Hideaki Anno en Hiroyuki Yamaga, twee oprichters van Gainax. Beiden kwamen voor in Shimamoto's manga Aoi Honoo.

## Oeuvre
- Hono no Tenkosei (炎の転校生)
- Kaze no Senshi Dan (風の戦士ダン) (geschreven door Tetsu Kariya)
- Nine in Adversity (逆境ナイン)
- Mubou Captain (無謀キャプテン)
- Otoko no Ichimai Red Card (男の一枚 レッド・カード)
- Gekitou (ゲキトウ)
- Moeru V (燃えるV)
- Insider Ken (インサイダーケン)
- Wonder Bit (ワンダービット)
- Chousensha (挑戦者)
- Onsen Man (オンセンマン)
- Brazil Kara no Tegami (ブラジルからの手紙)
- Totsugeki Wolf (とつげきウルフ)
- Battle Thunder (バトルサンダー)
- Moeyo Pen (燃えよペン)
- Hoero Pen (吼えろペン)
- Shin Hoero Pen (新・吼えろペン)
- Shinseiden Megashiddo (神聖伝メガシード)
- Kamen Rider ZO (仮面ライダーZO)
- Kamen Rider Black PART X Imitation 7 (仮面ライダーBlack PART X イミテーション7)
- Moeru!! Joshi Pro-Wrestling (燃える!! 女子プロレス)
- The Shimamoto (ザ・島本)
- Dainetsugen (大熱言)
- Despai (デスパイ)
- Mega Mega Miina (メガMEGAみーな)
- Hoono no Ninja Man (炎のニンジャマン)
- Hoono no Nobunaga Sengoku Gaiden (炎の信長・戦国外伝)
- Kamen Boxer (仮面ボクサー)
- Nagareboshi no Jackel (流れ星のジャッカル)
- Hoono no Fudekon (炎の筆魂)
- Hoono no Fudekon Nino Kobushi (炎の筆魂 弐之拳)
- Insider Ken (インサイダーケン)
- Skull Man (スカルマン) (gebaseerd op een manga van Shotaro Ishinomori)
- Manga Nihon no Keizai (マンガ日本の経済) (in samenwerking met Shotaro Ishinomori)
- Anime Tenchou (アニメ店長)
- Takyuu Shachou (卓球社長)
- Moero!! King of Heart Kidou Butou Den G Gundam (燃える!! キング・オブ・ハート 機動武闘伝Gガンダム)
- Battlefield (Battleフィールド)
- Samurai Spirits (サムライスピリッツ)
- Samurai Spirits 4 Koma Daikoushin (サムライスピリッツ4コマ大行進)
- Aoi Hono (アオイホノオ)

## Personagedesigns
- BS Anime Yobanashi (BSアニメ夜話)
- Ashita no Joe no Houteishiki (あしたのジョーの方程式)
- Mobile Fighter G Gundam (機動武闘伝Gガンダム)
- Sangokushi Taisen (三国志大戦)
- Rival Schools (ジャスティス学園)
- Live A Live (ライブ・ア・ライブ)
- Honoo no Takuhaipin (炎の宅配便)

- Library of Congress Control Number: n2005045022
- Bibliotheek van het Japanse parlement: 00136132
- Virtual International Authority File: 268078954
- WorldCat: E39PBJd8cw4mtjCWxMMBWcdYT3